# Guerre algéro-tunisienne de 1628
Batailles
Bataille d'Es-Settara
La guerre algéro-tunisienne de 1628 est un conflit opposant la régence d'Alger et la régence de Tunis dans le cadre de litiges territoriaux. Le casus belli est constitué par la construction, par les Tunisiens, d'un poste militaire le long de la rivière servant à démarquer le territoire entre les deux régences.

## Contexte
En 1614, un premier traité est signé pour fixer la limite entre les deux régences, soit une rivière connue sous le nom d'oued El Serrat. Quinze ans plus tard, l'arrangement est remis en question par les empiétements des tribus limitrophes (Ben Chennouf) et l'établissement d'un poste militaire sur la rivière qui sert de ligne de démarcation. Hussein Bey, pacha d'Alger enjoint à Taïb Ben Chenouf, du Kef, de s'abstenir de franchir les limites imposées en 1614. Youssef Dey ordonne qu'il ne soit pas tenu compte de cette injonction.
En 1628, l'Empire ottoman envoie un médiateur, mais ce dernier n'est pas écouté.
La guerre est alors déclarée ; plusieurs rencontres ont lieu entre les armées des deux États. L'armée tunisienne est défaite le 17 mai 1628. Le traité de paix conclu est entièrement consacré à la délimitation de la frontière.

## Déroulement
Les Algériens, au nombre de 300 tentes avec neuf canons et soutenus par de nombreux contingents arabes s'avancent vers Le Kef. Youssef Dey marche contre eux avec 480 tentes et 55 canons, soutenus par les Drids, les Ouled Saïd et d'autres tribus tunisiennes. 
Taïb Ben Chenouf réussit à attirer les Algériens dans une vallée difficile, où ils essuient de grandes pertes mais, par suite de ses accointances avec les Harar (une fraction des Ouled Ben Chenouf), il passe dans le camp algérien et détermine la déroute de l'armée tunisienne,,.

## Conséquences
Le dey Youssef accepte les propositions de paix que ses officiers lui transmettent et ratifie le traité conclu avec les Algériens pour la délimitation de la frontière,.
Le traité de paix signé entre Alger et Tunis stipule que :
- Le poste militaire qui a été construit par les Tunisiens sur la rivière doit être démoli.
- La frontière continue d'être fixée par l'oued Mellègue.
- Une ligne reliant certains points biens précis est établie : djebel El Hairech, Quloub Thirân et sommet du djebel Hafa jusqu'à la mer Méditerranée.

La quatrième clause du traité précise que les sujets de l'un ou l'autre des régences qui passeraient la frontière ne pourraient plus être réclamés par le gouvernement dont ils avaient abandonné le territoire. Ils devenait, de ce fait, sujets de la régence dans laquelle ils avaient émigré.
Le traité de paix stipule que Tunis doit verser un tribut et une indemnité à Alger.